# Anton Melbye
Daniel Herman Anton Melbye (n. 13 februarie 1818, Copenhaga, Danemarca – d. 10 ianuarie 1875, Paris, Franța) a fost un pictor și fotograf danez specializat în scene maritime. El a fost fratele pictorilor Vilhelm și Fritz Melbye. 

## Biografie
Tatăl său a fost un ofițer vamal regal. Inițial a planificat să aibă o carieră navală, dar, din cauza miopiei, a fost trimis să învețe în loc construcții navale. Înclinațiile sale pentru muzică și artă l-au făcut să renunțe la școala de inginerie pentru a învăța să cânte la chitară. 

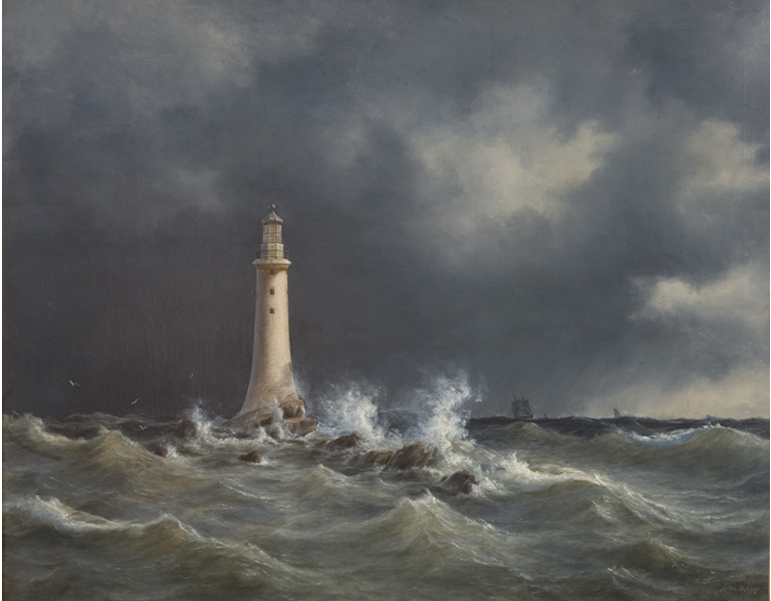
Farul Eddystone

De asemenea, a vrut să fie pictor de scene marine și a urmat Școala Regală Daneză de Arte Frumoase pentru un an, în 1838, avându-l pe C. W. Eckersberg ca mentor. Până în 1840, a expus deja unele peisaje marine, care au atras atenția colecționar german de artă, Karl Friedrich von Rumohr. La recomandarea lui, Melbye l-a însoțit pe regele Christian al VIII - pe corvetta lui pentru o călătorie prin Marea Baltică și de Nord.
Curând după aceea, a fost invitat să-l însoțească pe rege într-o călătorie în Maroc, unde a asistat la Bombardamentul asupra Tangerului. În 1845, s-a înscris la Academia Regală pentru o bursă de călătorie, dar a fost respins. Cu sprijinul regelui, a primit bursa în 1846 și pictura lui Farul Eddystone a fost achiziționat pentru Colecția Regală. A câștigat, de asemenea, medalia Thorvaldsen. 

### Anii din Paris
A ajuns în cele din urmă la Paris, în 1847 și a rămas pe timpul revoluției; a primit un an de prelungire a bursei. Numele lui a devenit curând cunoscut în cercurile locale și a rămas acolo mai mult timp. În 1853, a avut posibilitatea de a călători la Istanbul alături de o expediție franceză . Pentru un timp, a trăit cu ambasadorul francez, Achille Baraguey d'Hilliers, și a pictat un portret al Sultanului Abdul-Medjid. În timpul acestor ani, a primit o comandă de la Napoleon al III-lea și a învățat cum să facă dagherotipuri direct de la Louis Daguerre, chiar înainte de moartea sa.

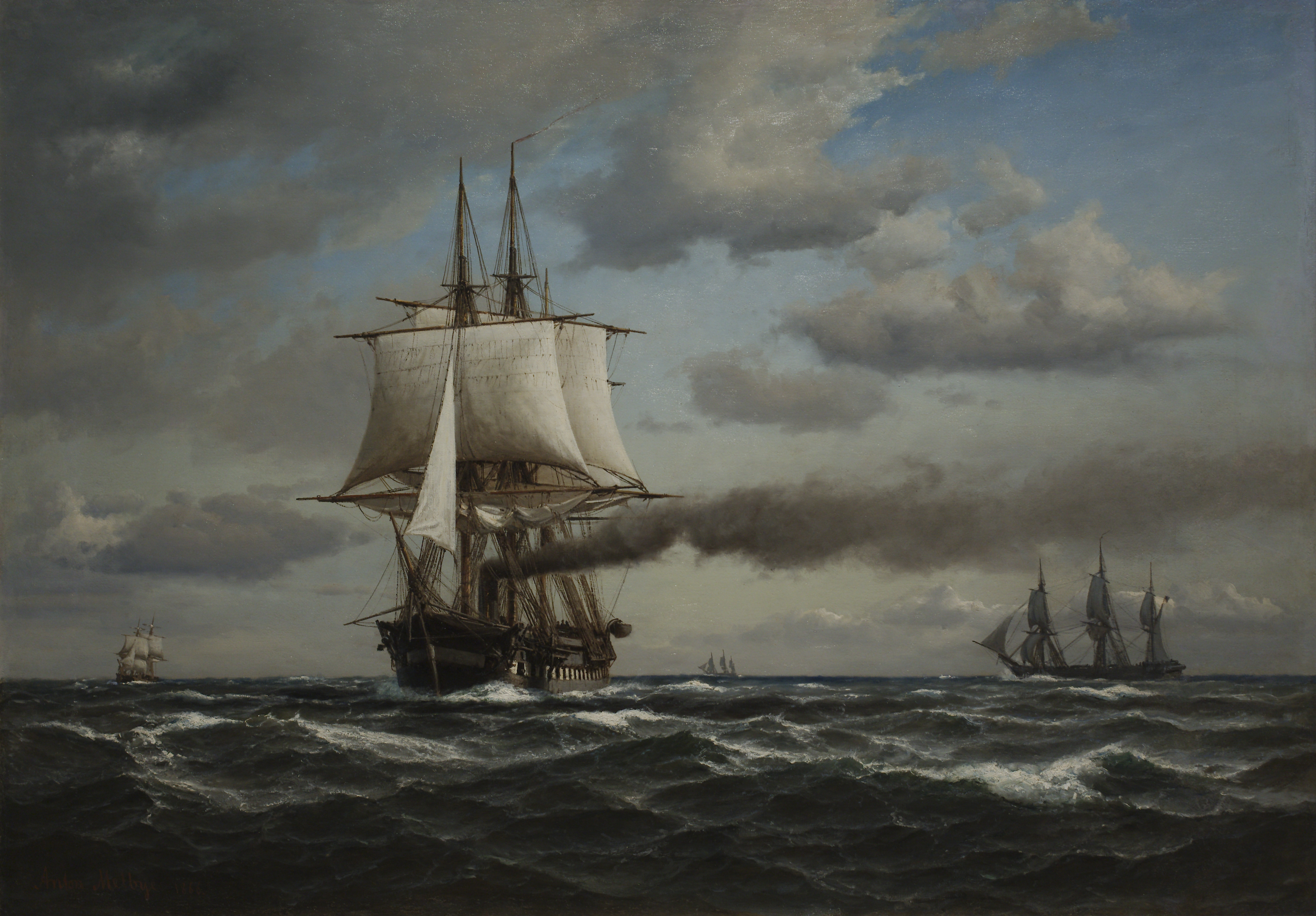
Fregata daneză cu aburi Jylland (1866)

S-a căsătorit în 1857 și s-a întors în Danemarca în anul următor. La sosirea sa, a fost numit membru al Academiei Regale și i s-a acordat Ordinul Dannebrog. În 1862, el a devenit profesor. În ultimii săi ani, el și-a împărțit timpul între Copenhaga, Hamburg și Paris. În ciuda marelui său succes, a fost de multe ori frustrat de faptul că toată lumea care l-a cunoscut se referea la tabloul lui cu farul ca la cea mai importantă pictură a sa. Agravarea treptată a sănătății i-a afectat capacitatea de a picta, așa că a revenit la schițe cu cărbune și cretă. A murit în timpul unui sejur în Paris și a fost îngropat acolo.
Picturile sale sunt realiste, de multe ori îmbunătățite cu lumină dramatică și efecte meteorologice (îi plăcea să picteze îndeosebi vremea rea), și arată influența lui Camille Corot asupra sa, pe care l-a întâlnit la Paris.